# Saint-Michel-de-Chavaignes
Saint-Michel-de-Chavaignes – miejscowość i gmina we Francji, w regionie Kraj Loary, w departamencie Sarthe.
Według danych na rok 1990 gminę zamieszkiwały 702 osoby, a gęstość zaludnienia wynosiła 38 osób/km² (wśród 1504 gmin Kraju Loary Saint-Michel-de-Chavaignes plasuje się na 724. miejscu pod względem liczby ludności, natomiast pod względem powierzchni na miejscu 618.).